# Leptodesmus weyrauchi
Leptodesmus weyrauchi är en mångfotingart som beskrevs av Chamberlin 1955. Leptodesmus weyrauchi ingår i släktet Leptodesmus och familjen Chelodesmidae. Inga underarter finns listade i Catalogue of Life.